# Ferdinand Fellner
Ferdinand Fellner (19 de abril de 1847 – 22 de março de 1916) foi um construtor e arquiteto austríaco, um dos principais arquitetos do historicismo e do período da Ringstrasse.

## Biografia
Fellner juntou-se à empresa de arquitetura do seu pai doente aos dezenove anos. Após a morte do pai, ele fundou, junto com Hermann Helmer, o estúdio de arquitetura Fellner & Helmer em 1873 e projetaram vários teatros e palácios em toda a Europa no final do século XIX e início do século XX, incluindo os teatros em Iași, Oradea, Timișoara e Chernivtsi (em romeno: Cernăuți).